# 허영철 (축구 선수)
허영철(1992년 9월 7일 ~ )는 대한민국의 축구 선수이며 포지션은 수비수이다.
2015년 대전 시티즌에 입단하였으나, 반 시즌 만에 방출되었다.